# Stevns Klint Trampesti

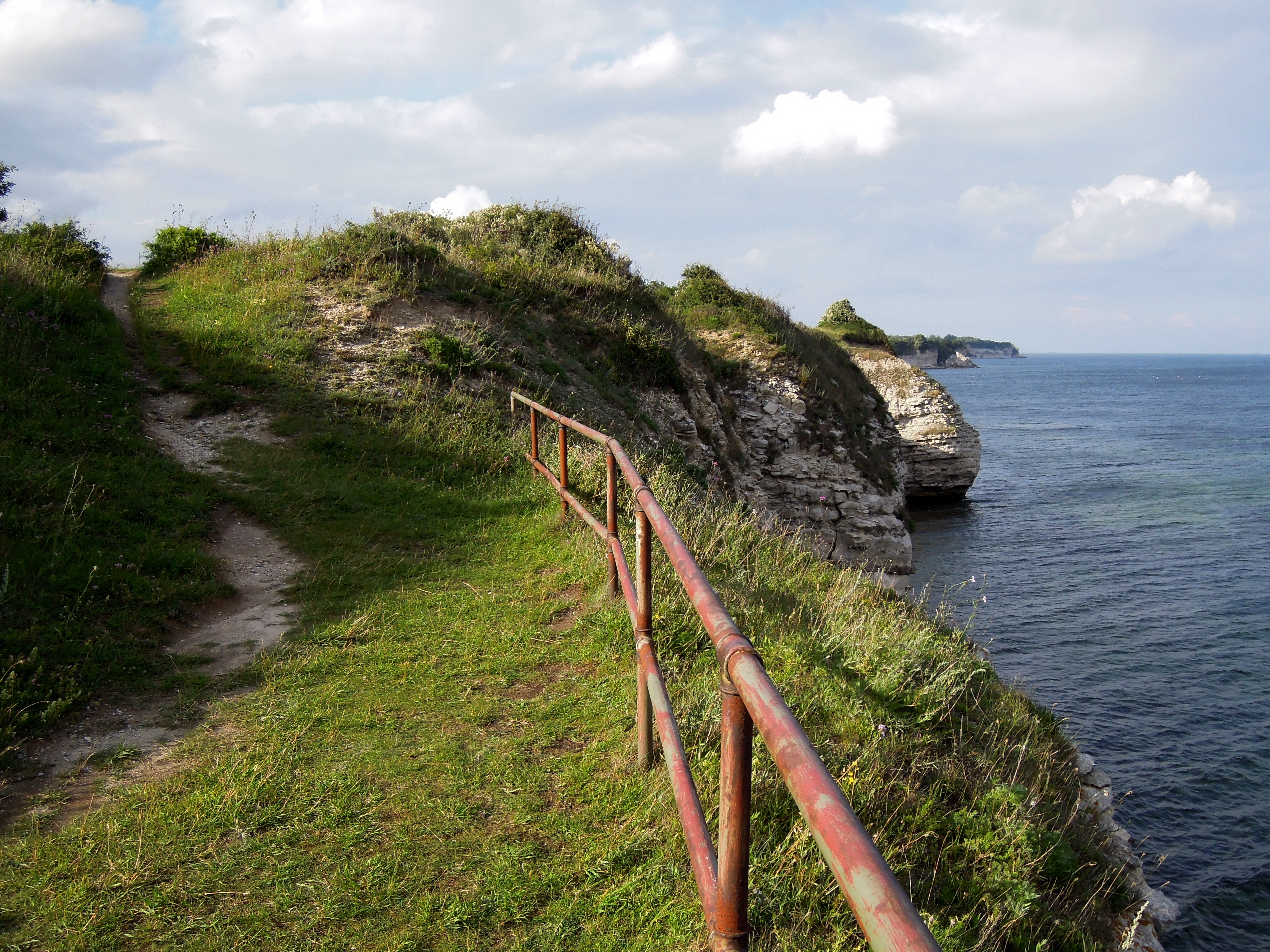

De Stevns Klint Trampesti is een gemarkeerd langeafstandswandelpad in Denemarken. De route is 22 kilometer lang en loopt langs Stevns Klint. Het blauw bewegwijzerde pad werd gecreëerd in 2021. Stevns Klint Trampesti loopt langs Bøgeskov Havn, Kulsti Rende, Holtug Kridtbrud, Mandehoved, Flagbanken, Stevns Kridtbrud, Stevns Fyr, Højeruplund, Højerup Kirke, Højerup gl. Kirke, Koldkrigsmuseum Stevnsfort, Boesdal Kalkbrud en Rødvig.